# Kasavanahalli, Hiriyur
Kasavanahalli là một làng thuộc tehsil Hiriyur, huyện Chitradurga, bang Karnataka, Ấn Độ.